# Park Narodowy Cascada de Bassaseachic
Park Narodowy Cascada de Bassaseachic (hiszp. Parque nacional Cascada de Bassaseachic) – park narodowy w północnym Meksyku, w stanie Chihuahua. Został utworzony 2 lutego 1981 roku i zajmuje obszar 58,03 km². 

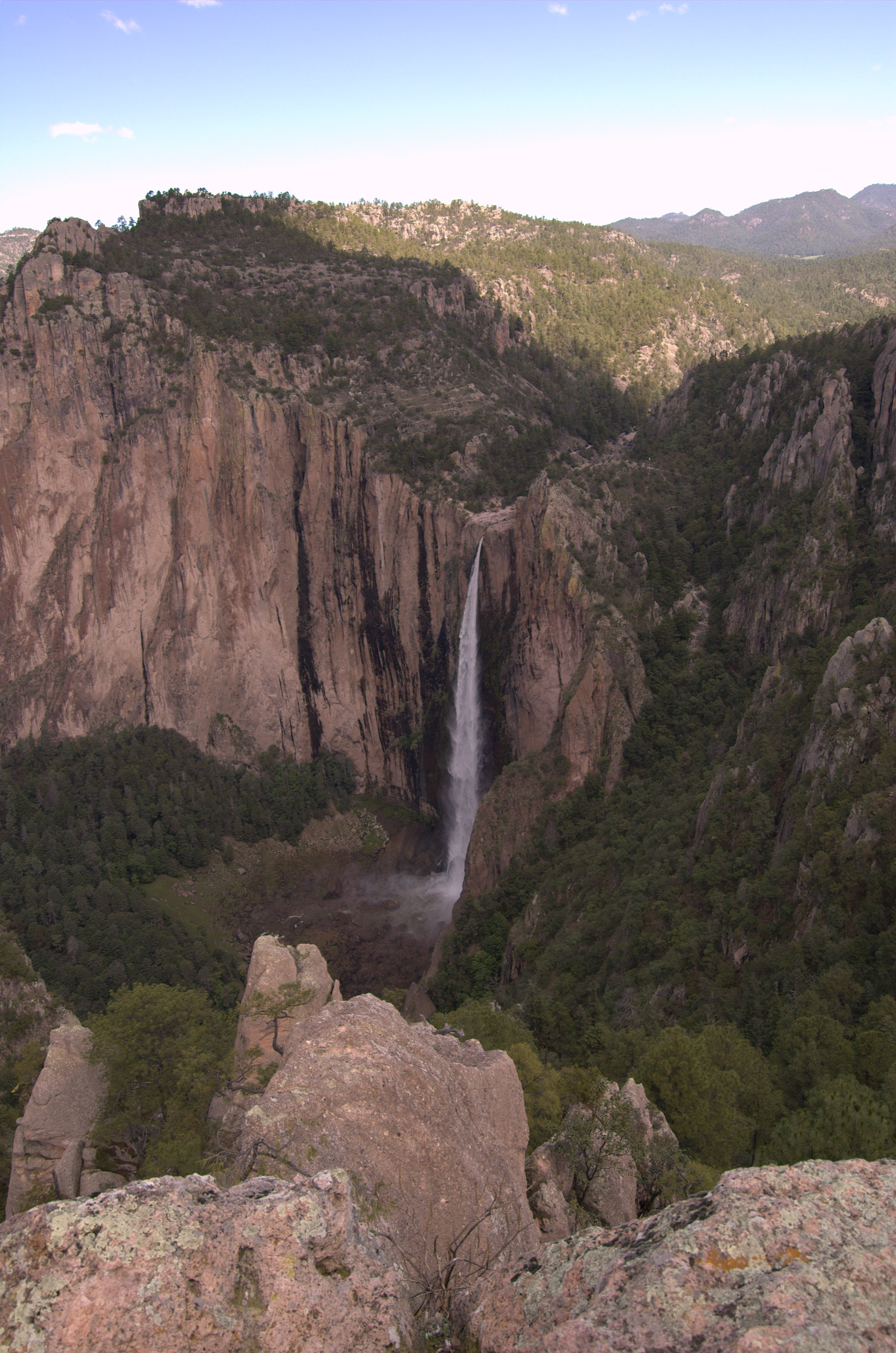
Cascada de Bassaseachic

## Opis
Park obejmuje fragment pasma górskiego Sierra Tarahumara będącego częścią łańcucha górskiego Sierra Madre Zachodnia. Jest tu szereg bardzo głębokich wąwozów. W wąwozie Barranca de Candameña (o maksymalnej głębokości 1850 metrów) znajdują się jedne z najwyższych wodospadów w Meksyku: Cascada de Bassaseachic (stąd nazwa parku) o wysokości 246 m i okresowy Cascada de Piedra Volada o wysokości 453 m. Wodospad Cascada de Bassaseachic tworzą dwa strumienie łączące się na szczycie wodospadu : El Durazno de Tello i Basaseachi. Tworzą one rzekę Candameña (w dolnym biegu zmienia ona nazwę na Mayo). Najwyższe szczyty w parku to Arbolito (2322 m n.p.m.), Cordón Siete Cruces (2320 m), La Corona (2300 m), La Yegua (2220 m) i La Lagunita (2200 m).

## Szata roślinna
Prawie cały obszar parku pokrywają lasy. Rosną tu m.in.: sosna arizońska, Pinus durangensis, Pinus engelmannii, sosna meksykańska, Pinus oocarpa, Quercus sideroxyla, Quercus rugosa, Quercus arizonica, Juniperus monosperma, Arbutus xalapensis, Arbutus arizonica, Arctostaphylos glandulosa, Abies durangensis, daglezja zielona, Cupressus lusitanica, jałowiec grubokory i Stevia serrata.

## Fauna
Gady i płazy występujące w parku to narażony na wyginięcie (VU) Lithobates tarahumarae, a także m.in.: ambystoma tygrysia, Anaxyrus debilis, norówka wielkorówninna, Lithobates berlandieri, aligatorowiec południowy, heterodon zachodni,  Hypsiglena torquata, lancetogłów królewski, lancetogłów arizoński, Tantilla atriceps, Thamnophis cyrtopsis, Thamnophis eques, Thamnophis marcianus, obróżkogwan pospolity, Gambelia wislizenii, Cophosaurus texanus, grzechotnik skalny, grzechotnik parzystoplamy, grzechotnik górski, grzechotnik preriowy, grzechotnik graniopyski, terapena ozdobna, Kinosternon hirtipes i Sceloporus jarrovii.
Ssaki tu żyjące to m.in.: niedźwiedź czarny, puma płowa, jaguarundi amerykański, kojot preriowy, skunks ogoniasty, mulak białoogonowy, wydrak długoogonowy, borsucznik amerykański, wieprzoryjek meksykański, bóbr kanadyjski, urson amerykański, assapan południowy, wiewiórka frędzloucha, wiewiórka górska, pięknosuseł górski, sorek karłowaty i szop pracz.
Ptaki występujące w parku to zagrożone wyginięciem (EN) amazonka liliowogłowa i meksykana czerwonoczelna, narażona na wyginięcie (VU) ara zielona, a także m.in.: orzeł przedni, krogulec czarnołbisty, sępnik różowogłowy, pustułka amerykańska, czarnostrząb leśny, przepiór perlisty, pluszcz meksykański, szmaragdolotka meksykańska, dzięciur żołędziowy, modrosójka czarnogłowa, kardynał szkarłatny i modrowronka meksykańska.